# Фивы (Египет)
Фи́вы (др.-греч. Θῆβαι — Thēbai) — греческое название одной из столиц Древнего Египта — столицы (города) IV нома (Уасет) Верхнего Египта. Современное название города — Луксор, это название было получено в ходе арабского завоевания города в VII веке.
Город располагается в 700 км к югу от Средиземного моря, на обоих берегах Нила. Бывшая резиденция фараонов и столица всего древнего Египта этот город стал в эпоху XI династии (Среднее царство) и оставался таковой большую часть периода наивысшего могущества страны (Новое царство) вплоть до прихода к власти ливийских династий (XXII и XXIII) в X веке до нашей эры. В храмовом комплексе Карнака располагались три религиозных центра, посвящённых божественной триаде Фив: Амону-Ра, Мут и Хонсу. На западном берегу Нила находятся высеченные в скалах заупокойные храмы и некрополи фараонов и их приближённых (см. Долина Царей и Долина Цариц), а также колоссы Мемнона. Несколько в стороне расположен комплекс Дейр-эль-Бахри с надземным поминальным храмом царицы Хатшепсут Джесер-джесеру. Памятники древнего Уасета, а ныне современного Луксора, (Карнак со своим храмом и Луксорский храм) в числе первых объявлены в 1979 году памятниками Всемирного наследия человечества ЮНЕСКО.

## Названия
Древние египтяне называли город Уасет (егип. W3st — «Город жезла уас», «властвующий город»), иногда просто Ниут (егип. Njwt — «Город») или Ниут-ресет (егип. Njwt-rst — «Южный город»). Из-за посвящения города богу Амону (объединённого с Ра в верховное божество Амон-Ра) Фивы с конца Нового царства были известны как Уасет-нет-Амон (егип. W3st nt 'Imn) или Ниут-нет-Амон (егип. Njwt nt 'Imn) — «Город Амона». Отсюда библейское наименование Но-Аммон (ивр. נא אמון‎, Nōʼ ʼĀmôn) в Книге пророка Наума и просто Но в Книге пророка Иезекииля и Иеремии. Греки же отождествляли Амона с «Зевсом-Аммоном», из-за чего с македонского завоевания птолемеевской эпохи распространено название «город Зевса» — Диосполь Великий (др.-греч. Διόσπολις Μεγάλη, лат. Diospolis Magna). В «Илиаде» Гомера и последующих древнегреческих источниках город чаще упоминается как «стовратные Фивы» (др.-греч. Θῆβαι ἑκατόμπυλοι — в честь множества храмовых пилонов), чтобы не путать с греческими «семивратными Фивами». Греческое слово происходит от египетского названия местности главного храма бога Амона — Ипет с членом женского рода «та» — «Та-ипет» (ныне Карнак — «укреплённая деревня» на арабском). Арабское же название Луксор, от эль-Уксур (араб. الأقصر‎) — «дворцы», — является переводом ещё одного греческого и коптского топонима (греч. τὰ Τρία Κάστρα или копт. Ⲡϣⲟⲙⲧ ⲏⲛⲕⲁⲥⲧⲣⲟⲛ Пшомт энкастрон — «Три крепости»).

## История

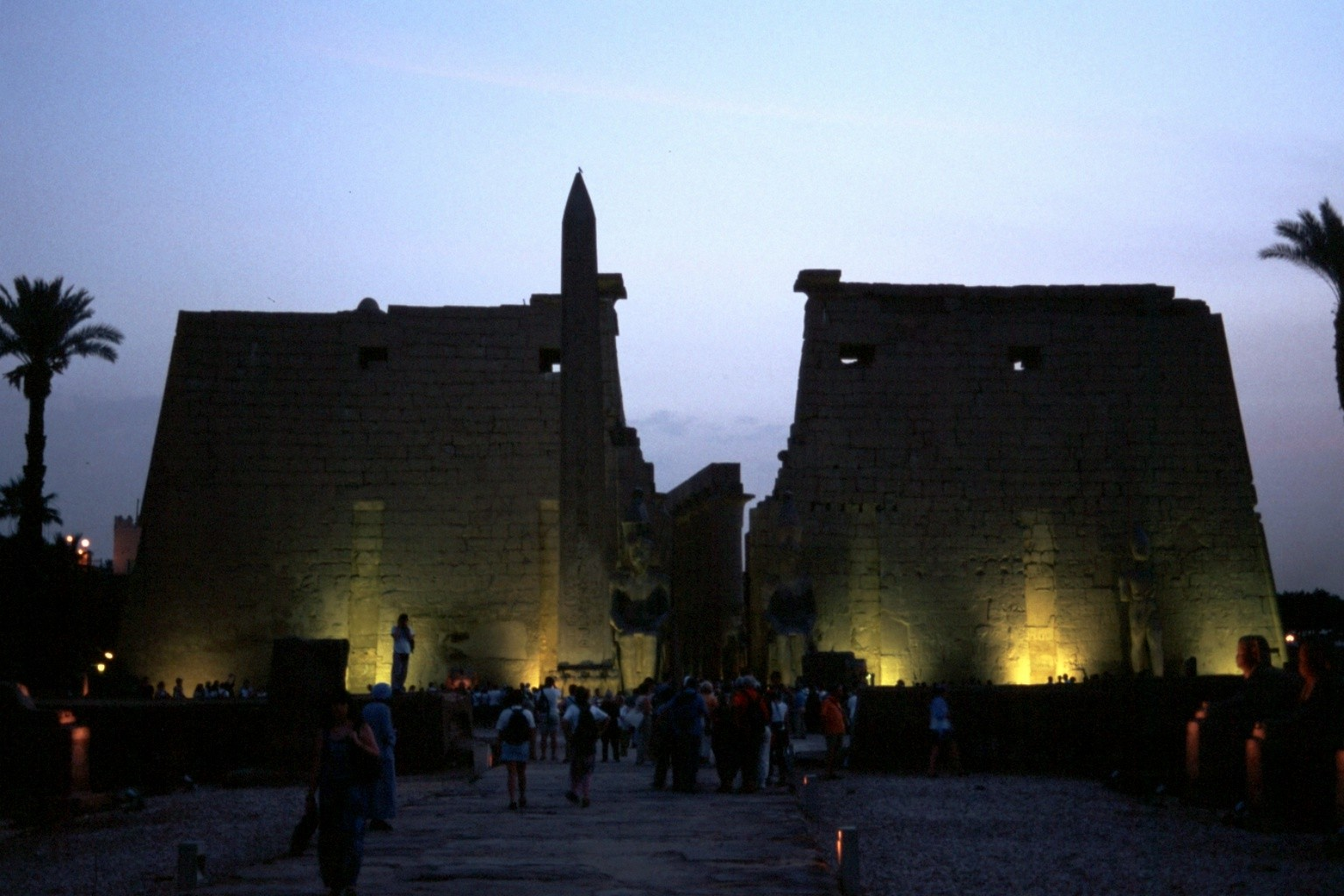
Вход в храм Амона-Ра в Уасете

Древнейшее поселение на месте Фив датируется эпохой Среднего палеолита. История египетских Фив уходит в глубину веков: территория города была непрерывно заселена по крайней мере с ок. 3200 года до н. э. Считается, что сам город зародился ещё в эпоху Древнего царства (III тысячелетие до н. э.) — с этого времени тут сохранилась часть статуи фараона Ниусерра (V династия, XXV в. до н. э.). Впервые город упоминается ещё раньше, при фараоне Микерине (Менкаура) (IV династия; XXVI в. до н. э.).
Однако пышному расцвету города предшествовала долгая история. Во время Первого переходного периода Фивы, ещё недавно бывшие незначительным поселением в септе (номе) Гермонтиса, стали одним из двух политических центров объединения страны. Их номархи, ведущие происхождение от местного властителя Иниотефа Старшего и ставшие известными как XI династия фараонов, вели борьбу с правителями Гераклеополя за контроль над Египтом.

### Среднее царство
В эпоху Среднего царства Фивы в XXI в. до н. э. впервые на небольшой срок становятся новой столицей вновь объединённого Египта, когда фараон Ментухотеп I, а затем его последователи Ментухотеп II и Ментухотеп III захватили земли вдоль верхнего течения Нила. Они открыли пути к Красному морю, оживили торговлю и сделали Фивы столицей Египта. Именно в эту эпоху в Фивах началось активное возведение монументальных святилищ богам и усопшим царям — в частности, при Ментухотепе II был сооружён первый заупокойный храм в Дейр-эль-Бахри. Местный бог Амон приобрел статус государственного бога. Следующая XII династия избрала своей резиденцией Иттауи, но Фивы сохраняли своё значение как религиозный и экономический центр.
Когда гиксосы захватили северную часть Египта во время Второго переходного периода, фиванские правители (XVI династия) сохранили свою независимость. Их преемники из XVII династии повели борьбу с гиксосами, закончившуюся изгнанием последних из Египта.

### Новое царство

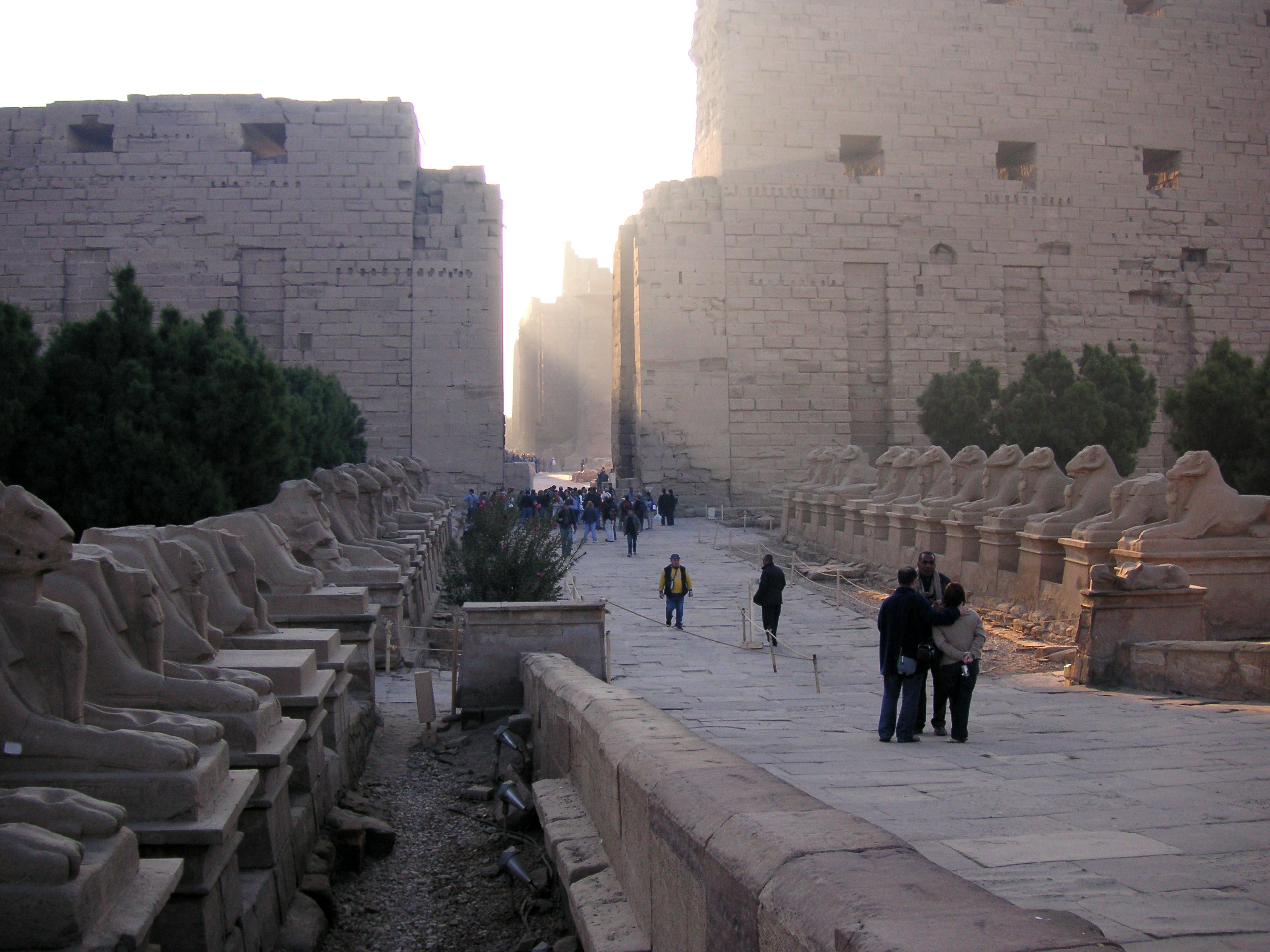
Малая аллея бараноголовых сфинксов перед храмом в Карнаке.

С началом Нового царства в эпоху XVIII династии (XVI—XIV вв. до н. э.) для города начинается период наивысшего подъёма. Фивы стали политическим и религиозным центром великой державы, границы которой на юге глубоко вдавались на территорию Нубии (современного Судана), на западе доходили до Ливии, а на северо-востоке до Евфрата. Расцвет Фив, как и самого Египта, стал возможен благодаря военным успехам фараонов. Жители города верили, что победы им обеспечивала поддержка главного бога царства, покровителя власти фараонов Амона, который, слившись ещё с одним древнеегипетским богом Ра, стал Амоном-Ра. Его священным животным был баран. Поэтому нередко бога Амона изображали с головой барана. Жрецы всячески распространяли его культ, устраивали в его честь различные празднества. Это позволило им сосредоточить в своих руках власть и богатство. Когда Фивы вновь стали столицей всего государства, культ Амона распространился на весь Египет, однако крупнейшие храмы в его честь продолжали сооружаться здесь. Большинство фараонов направляло на строительство в этом городе значительную часть ресурсов Египта и его огромных внешних владений.
Именно жрецы способствовали усилению власти женщины-фараона Хатшепсут, формально остававшейся регентшей при пасынке Тутмосе III. За её более чем 20-летнее правление восстанавливались старые храмы и возводились новые, посвящённые Амону. Хатшепсут велела соорудить в Фивах «Красное святилище», в котором находилась церемониальная ладья бога Амона. По её приказу перед храмом ставились гигантские памятные гранитные обелиски. Её начинание подхватили следующие фараоны эпохи, в особенности Тутмос III, Аменхотеп III и Рамсес II.
На восточном берегу Нила в Фивах, который называли ещё «городом живых», они возводили величественные храмы для богов, в которые могли входить только фараоны и жрецы, а на западном берегу среди пустынных скальных нагромождений велели сооружать подземные храмы для загробной жизни фараонов — «город мёртвых». Это погребальное культовое место получило название Долины царей, где находятся в общей сложности 62 гробницы, среди них наиболее известна KV62, принадлежавшая Тутанхамону.
Помимо храмов на восточном берегу, строились роскошные поместья для знати, разбивались сады с плодовыми деревьями, делались искусственные озёра с плавающими в них экзотическими птицами. Из Сирии, Палестины в Фивы привозили бесчисленные сосуды с вином, изделия из кожи, популярный у египтян камень лазурит. С юга Африки направлялись торговые караваны, гружённые слоновой костью, чёрным деревом, золотом, благовониями.
Фивы были столицей Египта на протяжении всей XVIII династии Нового царства, за исключением Амарнской эпохи, во время которой фараон Аменхотеп IV (Эхнатон), стремясь ограничить влияние фиванского жречества, перенёс столицу в выстроенный по его приказу новый город Ахетатон (Телль-Амарну). Уже после смерти Эхнатона, столицу в конце XIV в. до н. э. вернули в древний Мемфис.
После возрождения Мемфиса Фивы сохраняли свою роль одной из номинальных столиц, крупнейшего культурного и религиозного центра Египта даже спустя столетия (вплоть до греко-римского времени). Хотя уже при воинственных царях XIX династии в Дельте Нила, близ древней столицы гиксосов Авариса и азиатских рубедей, была построена новая столица Рамсеса II Пер-Рамсес, а затем ещё одной царской резиденцией стал близлежащий Танис. К концу правления Рамессидов из XX династии вся полнота власти на юге страны оказалась в руках верховных жрецов Амона в Фивах, один из которых — Херихор — провозгласил себя фараоном. В начало I тыс. до н. э. Фивы вошли как центр теократического государства, созданного жрецами Амона на юге Египта после распада Нового царства.

### Поздний период
На фоне жреческого государства в Фивах уже в начале Третьего переходного периода появляется полноправная танисская XXI династия, а следующая XXII династия (ливийского происхождения), обосновавшаяся в Бубастисе, окончательно переносит центр политической жизни на север. К середине VIII века до н. э. происходившая из Нубии (Куша) XXV династия подчинила Фивы. Значение Фив и их бога падает, всё больше уступая резиденциям многочисленных конкурирующих династий — Танису, Бубастису, Саису с их божествами наподобие Баст и Нейт, а также нубийской Напате, которая, впрочем, заимствует культ Амона, а своих принцесс назначает верховными жрицами (супругами бога Амона) в Фивах.
Окончательный закат города начался в VII веке до н. э. Кушитские фараоны держали военные гарнизоны далеко от Фив, а солдат требовалась снабжать продовольствием, оружием, ими надо было управлять. Фараоны всё чаще уезжали на юг, и Фивы оставались беззащитными. В конце концов этим воспользовались враги Египта. Последний великий царь Ассирии Ашшурбанапал напал на безоружные Фивы и разграбил город. Это нападение стало началом его упадка. Фараоны уже не вернулись в Фивы. Их фиванскому наместнику — Монтуемхету, которого ассирийские надписи даже называют «царём Фив» — удалось сохранить должность при всех повелителях, вплоть до Псамметиха I, но его династия местных губернаторов на нём пресеклась.
В эллинистическую эпоху династия греко-македонских царей Птолемеев, правивших Египтом чтила фиванские святыни, но Александрия Египетская окончательно оттеснила древнюю столицу на задний план. Хорошие отношения фиванцев с центральной властью на севере закончились, когда местных египетских фараонов окончательно сменили греки во главе с Александром Македонским. Он посетил Фивы во время празднования фестиваля Опет. Несмотря на его радушный приём, Фивы стали центром инакомыслия. Фиваида стала районом двух восстаний против Птолемея V Эпифана (Хорунефера/Гармахиса в 205—199 и Анхмахиса в 199—186 гг. до н. э.). Анхмахис, владел значительной частью Верхнего Египта до 185 года до нашей эры. Это восстание было поддержано фиванским жречеством. После подавления восстания в 185 году до н. э. Птолемей V Эпифан, нуждавшийся в поддержке жречества, простил их. Полвека спустя фиванцы снова восстали против Птолемея VIII Фискона и Птолемея X Александра I, когда Фивы дали Египту в 132 году до нашей эры, похоже, последнего местного (не эллинистического) претендента на престол, некоего Харсеси. Харсеси, воспользовавшись средствами царской сокровищницы в Фивах, бежал в следующем же году. В 91 году до нашей эры вспыхнуло ещё одно восстание. Фивы не смирились и перед Птолемеем IX Лафуром, последствием чего были осада, героическая и бесполезная оборона горожан, превративших храмы в крепости, кульминацией чего стало взятие города штурмом (83 г. до н. э.). В отместку за восстание и яростное сопротивление город был разграблен и сильно разрушен.
Во время римского правления (30 год до н. э. – 349 год н. э.) оставшееся население сгруппировалось вокруг пилона Луксорского храма. Фивы стали частью римской провинции, которая позже разделилась на Thebais Superior с центром в городе и Thebais Inferior с центром в Птолемаиде. Римский легион располагался в Луксорском храме во время римских кампаний в Нубии. В 27 г. до н. э. новый удар его памятникам нанесло страшное землетрясение. В I веке нашей эры Страбон описывал Фивы как населённый пункт низведённый до уровня простой деревни. С распространением в первые века новой эры христианства старые египетские культы начали резко приходить в упадок. В процессе активного перехода египтян в христианство, и как следствие быстрого уменьшения доли приверженцев их древней религии, привело к тому, что популярность и посещаемость языческих храмов города начали резко падать, из-за этого оставшееся местное жречество не смогло должным образом функционировать, обнищало и в итоге окончательно исчезло в вехе истории, оставив древние храмы пустыми. Однако сами Фивы не исчезли, к этому времени Фиваида одним стала одним из центров монашеского движения — христианские отшельники и монахи стали селиться в городе и за его пределами. На месте заброшенных языческих храмов они основывали монастыри и церкви, в знаменитом храме Хатшепсут, к примеру, был основан монастырь, теперь называемый Дейр-эль-Бахри («северный монастырь»), а знаменитый Луксорский храм в 395 году был превращён в церковь. Здесь же родился и один из основателей монашества Пахомий Великий.
После мусульманского завоевания Египта Фивы были переименованы арабами в Луксор, что с арабского означает «крепость», оставшееся же население города продолжало концентрироваться у Луксорского храма, но на этот раз у южной стороны храма. Сам же храм бывший к тому времени церковью, был обращен арабами в XIII веке в мечеть. Эта мечеть в настоящее время известна как мечеть «Абу Хаггаг». Остальные древние памятники были забыты и погребены под песком.
Лишь учёным из свиты Наполеона удалось вновь пробудить древние руины Фив ото сна. Именно тогда зародилась египтология и познавательный туризм в Египет. В XIX веке в Египте активно развивалась столица Каир и Суэцкий канал, а далекий Луксор представлял собой сонное царство древних памятников, которыми мало кто интересовался. Но когда британский предприниматель Томас Кук в 1811 году организовал туристическое бюро, то одним из первых мест при посещении Египта выбрал Луксор. Это зародило интерес у европейцев к истории и обычаям Древнего Египта, его пирамидам и храмам. Луксор стал притягательным не только для туристов, но и для археологов, которые продолжают раскопки и по сей день. К XX веку Луксор стал крупным туристическим центром и снова разросся до важного экономического центра Египта, хоть он и потерял своё древнее название.

## Население

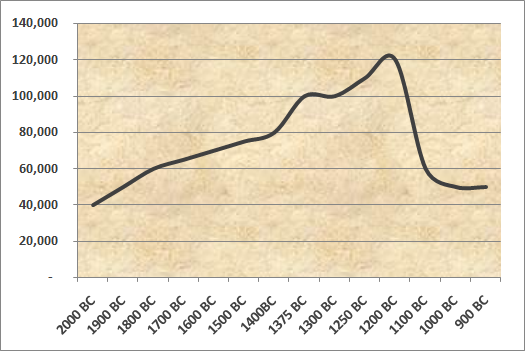
Население Фив в 2000—900 гг. до н. э.

Согласно оценке Джорджа Модельски, в Фивах на 2000 год до н. э. могло проживать до 40 тысяч жителей (в сравнении с 60 тысячами в Мемфисе, бывшем тогда крупнейшим городом мира). Спустя два столетия население Мемфиса сократилось почти вдвое, что сделало Фивы самым населённым городом в Египте. Историк Иэн Моррис описывает Фивы между 1500 и 900 годами до н. э. как крупнейший город мира с населением более 75 тысяч человек. Близлежащими населёнными пунктами были Пер-Хатор (Гебелейн), Маду, Джерти (ныне Эль-Тод), Иуни (Ан-Монту, известный грекам как Гермонтис), Сумену и Имиотру.

## Памятники
В древности Фивы располагались на обоих берегах Нила. На восточном старая столица Египта в дальнейшем была разделена каналом на две части: на юге родился город Луксор, на севере — деревня Карнак. Растянувшиеся в длину на 260 метров развалины двух грандиозных храмов на восточном берегу Нила — Карнакского и Луксорского, соединенные аллеями сфинксов — остались единственным свидетельством былого могущества Фив и правивших в нём фараонов. Величественные храмовые комплексы некогда соседствовали здесь с роскошными дворцами, богатыми домами знати с выложенными бирюзово-зелеными фаянсовыми плитками оконными проемами, садами редкостных деревьев с тамарисками, сикоморами и финиковыми пальмами и искусственными озёрами.
На другом берегу Нила, в западной части Фив, находилась царская резиденция и огромный Фиванский некрополь, расположенный в амфитеатре скал, над которыми возвышается Дехенет — «Западная вершина», называющаяся сейчас эль-Курн. Повелительница этой горы богиня-змея Меритсегер («любящая безмолвие»), охранявшая покой умерших, согласно легендам, оберегала не только царские погребения, расположенные в Долине царей и Долине цариц, но и гробницы вельмож и простых горожан (Долину знати близ Шейх-Абд-эль-Курны).

### Долина царей (Долина фараонов)
Это место выбрал для своего будущего погребения фараон Тутмос I (XVIII династия) со своим придворным зодчим Инени, надеясь, что скрытая от постороннего взгляда гробница, запрятанная в скалах, лучше защищена от расхитителей, чем открытые всем взорам пирамиды; его преемники последовали его примеру. В знаменитой Долине царей 42 гробницы, почти все — фараонов. Чтобы ввести охотников за легкой наживой в ещё большее заблуждение, храмы умерших закладывались в удалении от самих гробниц, входы в гробницы засыпали крупными камнями и замуровывали — впрочем, все эти ухищрения не уберегли гробницы от разорения.
В течение 500 лет такая форма захоронений оставалась неизменной и лишь немного совершенствовалась. Все гробницы были построены по схожему плану: в известняковой скале проделывали наклонный коридор длиной до 200 м, круто уходящий вниз на глубину до 100 м и оканчивающийся тремя или четырьмя комнатами. Стены и потолки коридоров и комнат покрывают не потерявшие до наших дней своей яркости цветные рисунки, рассказывающие о жизни и подвигах покойного. К погребальной камере вели секретные падающие двери, главный вход маскировался земляными холмами и насыпями.
Из 64 обнаруженных до сих пор гробниц самыми примечательными считаются гробницы Тутмоса III, Аменхотепа II, Тутанхамона, Хоремхеба, Рамсеса I, Сети I, Меренптаха, Рамсеса III, Рамсеса VI и Рамсеса IX. Все гробницы оказались разграбленными ещё в древности. Лишь гробница Тутанхамона была обнаружена английским археологом Говардом Картером в 1922 году в полной сохранности. Эта гробница исторически незначительного фараона, умершего в девятнадцатилетнем возрасте, оказалась переполнена золотом, украшениями и прочими сокровищами.

### Долина цариц
В Долине цариц хоронили не только цариц — жен и матерей фараонов, но и рано умерших египетских принцев. В этом некрополе археологам удалось найти уже свыше 70 гробниц. Своим внешним обликом гробницы напоминают усыпальницы Долины фараонов, но немного меньше их размерами. Наиболее интересна расписанная от стен до потолка гробница Нефертари, супруги Рамсеса II. Настенные росписи гробницы иллюстрируют «Книгу мертвых», погребальную камеру осеняет свод в виде звездного неба.
Росписи также украшают стены гробниц сыновей Рамсеса III Аменхерхепешефа и Хаэмуаса.

### Мединет-Абу (Заупокойный храм Рамсеса III)
Когда-то Мединет-Абу были всего лишь каменоломней для строительства гробниц и храмов. Рамсес III возвел свой мощный посмертный храм в районе Мединет-Абу, взяв в качестве образца Рамессеум. На пилонах у входа изображены сцены побед фараона над врагами. В пределах грандиозных стен справа от входных ворот виден храм, посвященный древним божествам. Слева высятся гробницы божественных жен Амона.
Близ деревни Курна располагаются руины заупокойного храма Сети I, заложенного фараоном для себя и своего отца Рамсеса I.

### Колоссы Мемнона
Гигантские статуи фараона Аменхотепа III, которые называют Колоссами Мемнона, приветствуют каждого путешественника на границе зеленых пшеничных полей и безжизненных песков пустыни. Две сидящие фигуры высотой 18 м охраняли некогда вход в несуществующий сегодня гигантский посмертный храм Аменхотепа III. На них сохранились греко-римские граффити времён императора Адриана и других видных деятелей античного мира. В свое время эти колоссы были известны тем, что один из них издавал жалобный стон на заре. Считалось, что таким образом свою мать, богиню утренней зари Эос приветствовал погибший во время Троянской войны от руки Ахилла эфиоп Мемнон. Звуки прекратились после реставрации в 199 г. н. э.